# 蒋耀德
蒋耀德（1910年—1993年），山东省夏津县南关人。八路军军事人物。

## 生平
1931年，蒋耀德参加宁都起义，任中央苏区红校卫生所所长、公略学校卫生科科长。1934年参加长征，任中央干部团卫生队队长。1935年10月，调任红九军团卫生部部长，抢救魏传统、李贞、余秋里等。1937年，任八路军120师卫生部部长，次年调任延安抗大总校卫生部部长。1942年，任东满军区卫生部部长，后任长春市卫生局局长。1946年，调任东北军区炮兵后勤部部长兼卫生部部长，后调到东北军区卫生部。中华人民共和国成立后，担任旅大市卫生厅厅长、国家卫生部流行病研究所所长，筹建医学科学院。1954年，调任青海省卫生厅厅长。1961年，任人民卫生出版社社长。